# Scarus xanthopleura
Scarus xanthopleura är en fiskart som beskrevs av Bleeker, 1853. Scarus xanthopleura ingår i släktet Scarus och familjen Scaridae. IUCN kategoriserar arten globalt som livskraftig. Inga underarter finns listade i Catalogue of Life.